# Rohrbach in Oberösterreich
Rohrbach in Oberösterreich est une commune autrichienne du district de Rohrbach en Haute-Autriche.